# Онопченко, Николай Маркович
Николай Маркович Онопченко (3 октября 1920 — 3 мая 1998) — командир эскадрильи 163-го гвардейского истребительного авиационного полка (229-я истребительная авиационная дивизия, 4-я воздушная армия, 2-й Белорусский фронт), гвардии старший лейтенант.

## Биография
Родился 3 октября 1920 года в селе Манилы Валковского района Харьковской области. Работал на Харьковском мыловаренном заводе.
Призван в армию в сентябре 1940 года. В 1942 году окончил школу пилотов. В действующей армии с июля 1942 года. Участвовал в Северо-Кавказской стратегической, Краснодарской, Новороссийско-Таманской стратегической, Керченско-Эльтигенской десантной, Крымской, Белорусской стратегической, Восточно-Прусской стратегической, Млавско-Эльбингской, Восточно-Померанской стратегической, Берлинской стратегической наступательных операциях.
К концу Великой Отечественной войны совершил 642 боевых вылета, провёл 87 воздушных боёв, в которых сбил лично 15 самолётов противника. 15 мая 1946 года за мужество и героизм присвоено звание Героя Советского Союза с вручением ордена Ленина и медали «Золотая Звезда».
После войны продолжал службу в Военно-Воздушных Силах Советской Армии. С 1959 года полковник Н. М. Онопченко — в запасе. Жил в городе Ступино Московской области. Скончался 3 мая 1998 года.
Награждён орденом Ленина, 3 орденами Красного Знамени, орденом Александра Невского , 2 орденами Отечественной войны 1-й степени, 2 орденами Красной Звезды, медалями, в том числе «За оборону Кавказа». Почетный гражданин города Севастополь.